# Фрідріх-штрасе
Фрідріх-штрасе (нім. Friedrichstraße) — знаменита вулиця у центрі Берліна, проходить територією районів Кройцберг та Мітте. Названа на честь курфюрста Бранденбурга Фрідріха III, який згодом став королем Пруссії Фрідріхом I[джерело?].

## Географія
Фрідріх-штрасе, основна магістраль історичного району Берліна — Фрідріхштадт, з напрямком — південь-північ. Довжина вулиці становить 3300 м. Вулиця веде від площі Марієн-плац в районі Кройцберг, на північ через колишній пропускний пункт перетину кордону Чекпойнт Чарлі і бульвар Унтер-ден-Лінден, повз вокзал Фрідріхштрасе. Перетинає річку Шпрее по Вайдендамському містку і закінчується на півночі біля Оранієнбурзьких воріт, переходячи в Шоссештрасе, на якій розташовані Доротеенштадтське кладовище й будинок Бертольда Брехта.
Ще в останні роки існування НДР на ділянці від Лейпцизької вулиці до Унтер-ден-Лінден почалося зведення великих торгових центрів. Тут розташовуються розкішні магазини Galeries Lafayette, Friedrichstadt-Passagen і Quartier 206, магазини відомих брендів одягу, автосалони Volkswagen, Mini та Opel і книгарня Hugendubel. Північніше готелю Maritim proArt Hotel Berlin розміщені 25-поверхова будівля Міжнародного торгового центру, побудованого 1978 року, і вокзал Фрідріхштрасе. За ними розташовані будівля Адміральського палацу, у якій у 1955—1997 роках розміщувався берлінський театр «Метрополь», та Фрідріхштадтпаласт.
Менш відома південна частина Фрідріх-штрасе біля Мерінгплац та Галльської брами, де розташовується пішохідна зона з різноманітними магазинами.